# Alberto Arturo Figueroa Morales
Mons. Alberto Arturo Figueroa Morales (* 9. srpna 1961, Guaynabo) je portorický římskokatolický duchovní a biskup Areciba.

## Život
Narodil se 9. srpna 1961 v Guaynabo.
Roku 1981 se stal postulantem Řádu menších bratří kapucínů a začal studovat na Papežské katolické univerzitě v Portoriku, kde roku 1984 získal titul bakaláře filosofie. Roku 1985 složil své dočasné řeholní sliby. Teologii studoval v Centru teologických studií v Bayamónu.
Roku 1986 odešel z řádu a vstoupil do diecézního kněžského semináře Jesús Maestro. Teologická studia dokončil na Navarrské univerzitě.
Dne 2. června 1990 byl biskupem Ulisesem Aureliem Casiano Vargas vysvěcen na kněze a inkardinován do diecéze Arecibo. Následující rok se vrátil do řádu kapucínů a roku 1995 složil své věčné sliby.
Roku 1991 se stal knězem farnosti Santa Teresita v Ponce. Roku 1995 získal na Papežské univerzitě Antonianum licenciát teologie. Po svém návratu z Říma se stal novicmistrem.
Roku 2000 byl zvolen vice-provinciálem kapucínů v San Juan a roku 2009 biskupským vikářem v Río Piedras. O rok později znovu opustil řád a byl inkardinován do arcidiecéze San Juan de Puerto Rico. Byl ustanoven generálním vikářem a moderátorem arcidiecézní kurie.
Dne 20. července 2017 složil sliby jako karmelitánský terciář.
Roku 2018 získal magisterský titul z kanonického práva na Papežské univerzitě v Salamance.
Dne 19. listopadu 2019 jej papež František jmenoval pomocným biskupem arcidiecéze San Juan de Puerto Rico a titulárním biskupem z Phelbes. Biskupské svěcení přijal 27. prosince z rukou arcibiskupa Roberta Octavia González Nieves. Spolusvětiteli byli arcibiskup Ghaleb Moussa Abdalla Bader a biskup Rubén Antonio González Medina.
Dne 14. září 2022 byl jmenován biskupem Areciba.